# Molí d'en Ribes
El Molí d'en Ribes és una obra de Sant Gregori (Gironès) protegida com a Bé Cultural d'Interès Local.

## Descripció
Molí fariner de 70 m2 i d'energia hidràulica. Els murs de pedra estan aguantats per bigues de fusta i l'habitatge del moliner no té coberta. El teulat és poc sòlid i a la façana es troben inscripcions de la construcció. Es conserven elements de la maquinària interna: obrador amb volta catalana, l'agulla, el banc, l'alçador, etc.
A l'entorn es troben elements de funció del molí com la bassa, la galeria o el vessador.